# Saison 2 de House of the Dragon
Chronologie
Saison 1
Cet article présente le guide des épisodes de la deuxième saison de la série télévisée américaine House of the Dragon.

## Synopsis
La série débute 189 ans avant l'époque de Game of Thrones et raconte les évènements qui ont provoqué une guerre civile appelée la « Danse des Dragons », qui conduit à la perte des dragons et au début de la chute de la Maison Targaryen.

## Diffusion
- Aux États-Unis, la saison est diffusée du 16 juin au 4 août sur HBO et HBO Max.
- Au Canada, elle est diffusée du 16 juin au 4 août en simultané sur HBO Canada via Crave.
- En Belgique, elle est diffusée du 17 juin au 5 août en simultané sur Be tv.
- En France, elle est diffusée du 17 juin 2024 au 5 août sur OCS City et OCS Max.

## Distribution

### Acteurs principaux
Les Noirs
- Matt Smith (VF : Anatole de Bodinat) : le prince Daemon Targaryen
- Emma D'Arcy (VF : Julie Cavanna) : la reine Rhaenyra I Targaryen
- Steve Toussaint (VF : Jean-Paul Pitolin) : Lord Corlys Velaryon
- Eve Best (VF : Marjorie Frantz) : la princesse Rhaenys Targaryen (épisodes 1 à 4)
- Sonoya Mizuno (VF : Nina Broniszewski-Madre) : Mysaria
- Harry Collett (VF : Esteban Oertli) : le prince Jacaerys Velaryon
- Bethany Antonia (VF : Justine Berger) : Lady Baela Targaryen
- Phoebe Campbell (en) : Lady Rhaena Targaryen
- Abubakar Salim (VF : Rody Benghezala) : Alyn de Carène
- Tom Taylor (VF : Hugo Brunswick) : Lord Cregan Stark (épisode 1)
- Clinton Liberty (en) (VF : Olivier Dote Doevi puis Baptiste Marc) : Adam de Carène
- Gayle Rankin (VF : Marion Gress) : Alys Rivers
- Simon Russell Beale (VF : Hervé Bellon) : sir Simon Fort
- Kieran Bew (VF : Igor Chometowski) : Hugh Marteau
- Tom Bennett (VF : Guillaume Lebon) : Ulf Blanc
- Ellora Torchia (VF : Isabelle Desplantes) : Kat

Les Verts
- Olivia Cooke (VF : Marie Chevalot) : La reine douairière Alicent Hightower
- Rhys Ifans (VF : Féodor Atkine) : sir Otto Hightower (épisodes 1 et 2)
- Fabien Frankel (VF : Sébastien Baulain) : sir Criston Cole
- Tom Glynn-Carney (VF : Clément Moreau) : le roi Aegon II Targaryen
- Ewan Mitchell (VF : Martin Faliu) : le prince Aemond Targaryen
- Phia Saban (VF :  Lévanah Solomon) : la reine Helaena Targaryen
- Matthew Needham (VF : Lionel Cecilio) : sir Larys Fort
- Jefferson Hall (VF : Rémi Bichet) : sir Tyland Lannister / Lord Jason Lannister
- Kurt Egyiawan (en) (VF : Grégory Lerigab) :  Grand Mestre Orwyle
- Freddie Fox (VF : Basile Alaïmalaïs) : sir Gwayne Hightower

### Acteurs récurrents
- Anthony Flanagan (VF : Richard Leroussel) : sir Steffon Sombrelyn (épisodes 1 à 6)
- Max Wrottesley (VF : Luc Boulad) : sir Lorent Marpheux
- Paul Kennedy (VF : Eric Marchal) : Lord Jasper Wylde
- Phil Daniels : Mestre Gerardys
- Jordon Stevens (VF : Fanny Vambacas) : Elinda Massey
- Luke Tittensor (en) (VF : Kévin Goffette) : sir Arryk Cargyll (épisodes 1 à 3)
- Elliot Tittensor (en) (VF : Nicolas Duquenoy) : sir Erryk Cargyll (épisodes 1 à 3)
- Nicholas Jones (en) (VF : Philippe Ariotti) : Lord Bartimos Celtigar
- Michael Elwyn (VF : Georges D'Audignon) : Lord Simon Staunton
- Michelle Bonnard (VF : Maëva Trioux) : Sylvi
- Jamie Kenna (VF : Luc Boulad) : sir Alfred Balais
- Maddie Evans : Dyana
- James Dreyfus : Lord Gormon Massey
- Jack Parry-Bosc (VF : Vincent Leprette) : sir Willem Nerbosc
- Barney Fishwick : Martyn Reyne
- Archie Barnes  (VF : Garlan Le Martelot) : Oscar Tully
- Amanda Collin (VF : Bénédicte Bosc) : Lady Jeyne Arryn
- Ralph Davis : Leon Estermont
- Tok Stephen : Eddard Waters
- Vincent Regan : sir Rickard Thorne
- Graeme McKnight : Paxter Fort
- Paul Valentine : Germund Fort

### Invités
- Sam C. Wilson (VF : Frédéric Souterelle) : Sang (épisodes 1 et 2)
- Mark Stobbart (VF : Philippe Bozo) : Fromage (épisodes 1 et 2)
- Milly Alcock (VF : Thaïs Laurent) : Rhaenyra Targaryen (jeune dans les rêves de Daemon) (épisodes 3 et 4)
- Nanna Blondell (en) (VF : Elsa Bougerie) : Lady Laena Velaryon (épisodes 4 et 5)
- Kenneth Collard : Lord Forrest Frey (épisode 5)
- Ryan Kopel: ser Aeron Bracken (épisode 3)
- Sarah Woodward (VF : Sylvie Ferrari) : Sabitha Frey (épisode 5)
- Paddy Considine (VF : Xavier Béja) : l'ancien roi Viserys Ier Targaryen décédé (dans les rêves de Daemon) (épisode 6 et 7)

## Épisodes

### Épisode 1:Fils pour fils
- États-Unis : 7,80 millions de téléspectateurs

### Épisode 4:Le Dragon rouge et le Dragon d’or
Daemon rêve qu'il décapite une jeune Rhaenyra, qui l'accusait de trahison. Le mestre Orwyle prépare à Alicent un thé abortif. Il professe son ignorance lorsqu'elle demande qui Viserys a désigné comme héritier. Criston décapite Lord Gunthor Sombrelyn de Sombreval, qui a refusé son allégeance. Alys Rivers dit à Daemon qu'Harrenhal est hanté. Sa potion de sommeil lui fait halluciner en voyant sa femme décédée, Laena Velaryon. 
Rhaenyra retourne à Peyredragon et accepte une guerre utilisant les dragons. Rhaenys se porte volontaire avec son dragon aguerri au combat, Meleys. Aegon se plaint du fait qu'Aemond et Criston planifient des batailles sans lui, mais Alicent dit qu'il est un roi faible et recommande la déférence à ses conseillers. Frustré et ivre, Aegon emmène Feu-du-Soleyl à Repos-des-Freux. 
- Victoire des Verts à la bataille de Repos-des-Freux, décès de la princesse Rhaenys et de son dragon. Cependant, le roi Aegon et son dragon sont très gravement blessés.
- Départ de l'actrice Eve Best.
- Cet épisode reçoit des critiques élogieuses et permet d’atteindre sa meilleure de note de la série avec 9.5/10 sur IMDb.

### Épisode 5:Régent
Criston Cole fait défiler la tête de Meleys à travers Port-Real, bien que les petits gens affamés considèrent cela comme un mauvais présage. Aegon a survécu mais est dans le coma et gravement brûlé, tandis que Feu-du-Soleyl est resté à agoniser; Criston se retient de dire à Alicent ce qui s'est réellement passé lors de la bataille. 
Le Conseil restreint rejette Alicent comme régente et élit à la place Aemond, en raison de son sexe et de la nécessité d'un cavalier-dragon sur le trône. Aussitôt Aemond ordonne la fermeture des portes de la ville, empêchant Hugh Marteau et sa famille de fuir. 
Au val d'Eryé, Jeyne Arryn dit à sa protégée Rhaena qu'elle voulait un dragon mature pour se protéger plutôt que les deux jeunes dragons envoyés par Rhaenyra. Aux Jumeaux, Jace obtient l'allégeance des Frey en échange d'Harrenhal. Mysaria demande à Rhaenyra d'envoyer une femme de chambre pour espionner Port-Real. 
Daemon rêve d'inceste avec sa mère, qui l'appelle son fils préféré. Daemon déclare qu'il régnera en tant que roi une fois qu'une armée suffisamment grande sera levée ; il envoie les Nerbosc ravager les Bracken pour forcer leur allégeance, mais Alys critique son insensibilité et les seigneurs de la rivière dénoncent ses atrocités.

### Épisode 6:Le petit peuple
Jason Lannister mène son armée vers la Dent d'Or où il est accueilli par son vassal, Humfrey Lefford. Le prince régent Aemond veut s'allier à la Triarchie pour briser le blocus Velaryon. Ce qu'il reste de l'armée de Criston Cole et des Hightower est envoyée pour prêter main-forte à l'armée Lannister lors de la reprise d'Harrenhal, sachant que le prince ne se joindra à la bataille qu'au dernier moment avec son dragon. Alicent est exclue du conseil par Aemond, qui décide de refaire appel à son grand-père Otto pour devenir main du roi mais celui-ci reste muet. Daemon rêve de son frère, Viserys, et met en doute la loyauté de Simon Fort. 
A Port-Real, le roi Aegon a enfin ouvert les yeux, mais sa convalescence sera très longue. Confronté à Aemond, il affirme qu'il n'a aucun souvenir de la bataille. 
À Peyredragon, la reine Rhaenyra, voyant son armée diminuée, tente un pari audacieux en demandant au lord commandant Steffon Sombrelyn de monter le dragon Fumée-des-Mers (Seasmoke), mais celui-ci le tue et est remis en liberté. Conseillée par Mysaria, Rhaenyra décide d'envoyer des bateaux portant la bannière Targaryen et chargés de nourriture à Port-Real dont la population est affamée. Celle-ci se rallie rapidement à sa cause et tente de s'en prendre à la reine Alicent et sa fille Helaena. Rhaenyra est néanmoins convaincue qu'elle doit demander de l'aide au prince Daemon. 

### Épisode 8:Reine d'un jour, reine de toujours
Aemond, n'ayant pu combattre les nouveaux dragonniers de Rhaenyra, brûle la ville de Pointe-Vive (le siège d'un soutien de Rhaenyra) dans un accès de fureur, et fait fermer le port de Port-Real. À Port-Real, Larys Fort convainc le roi Aegon II de fuir la capitale pour échapper à son frère et à Rhaenyra, tout en promettant d'y revenir plus tard en sauveur. Helaena est abordée par Aemond qui lui demande d'aller au combat avec son dragon, mais elle refuse. Plus tard, elle lui annonce qu'il va bientôt mourir au cours de la bataille de l'Œildieu. Gwayne Hightower reproche à Criston Cole de trahir son serment en couchant avec Alicent et celui-ci se défend en lui expliquant qu'elle lui a sauvé la vie. De l'autre côté du Détroit, Tyland Lannister cherche à obtenir l'appui de la Triarchie pour défaire le blocus du Gosier par la flotte Velaryon. Il doit leur céder les Degrès de Pierre et combattre la dangereuse Lohar. Après une bonne bagarre, tous deux fêtent leur alliance.
À Peyredragon, Rhaenyra espère pouvoir compter sur ses nouveau dragonniers composés de Hugh Marteau, Ulf et Addam de Carène pour prendre Port-Real dans les deux jours suivants, et ceux-ci acceptent. Jacaerys ne supporte pas les nouveaux dragonniers, en particulier le discourtois Ulf, mais Baela lui rappelle son devoir de prince. À Harrenhal, Daemon a réuni une importante armée en vue de marcher sur Port-Real. La nuit suivante, il est conduit au bois sacré par Alys qui lui montre de nouvelles visions futures. Le lendemain, il est rejoint par Rhaenyra avec qui il se réconcilie, ayant compris ses visions. Pendant ce temps, Corlys reprend la mer pour rejoindre le blocus à bord de son navire rebaptisé Rhaenys en hommage à son épouse.
- Plusieurs évènements futurs présents dans Game of Thrones sont visibles dans les visions de Daemon (la corneille à trois yeux, les marcheurs blancs, la naissance des dragons de Daenerys Targaryen) ainsi que sa propre mort.
- L'épisode annonce la grande bataille navale du Gosier, la prise de Port-Réal par Rhaenyra Targaryen et la bataille de l'Œildieu.
- Le Dragon d'Aegon, Feu-du-Soleyl, meurt hors de l'écran de ses blessures infligées par les Dragons Meleys et Vhagar.